# 塞萨克 (吉伦特省)
塞萨克（法語：Cessac，法語發音：[sesak]）是法国吉伦特省的一个市镇，属于朗贡区。

## 地理
塞萨克（44°44'34"N, 0°10'41"W）面积3.65 平方千米，位于法国新阿基坦大区吉倫特省，该省份为法国西南部沿海省份，是法國本土面积最大的省，北起滨海夏朗德省，西临大西洋，南至朗德省，东南接洛特-加龍省，东临多爾多涅省。
与塞萨克接壤的市镇（或旧市镇、城区）包括：库尔皮亚克、拜尼欧、贝勒巴、法莱拉、弗龙特纳克、吕加松、罗马涅。

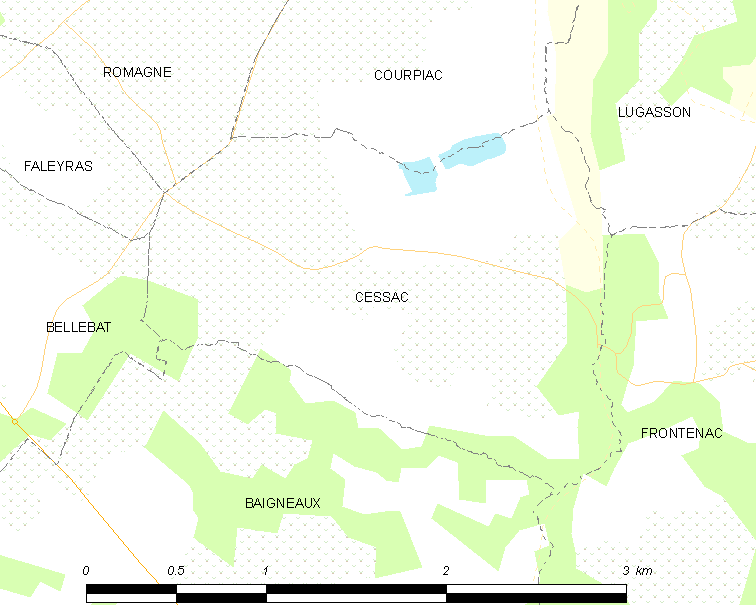
的OSM定位图

塞萨克的时区为UTC+01:00、UTC+02:00（夏令时）。

## 行政
塞萨克的邮政编码为33760，INSEE市镇编码为33121。

## 政治
塞萨克所属的省级选区为海间县。

## 人口

1962-2008年间人口变化图示

塞萨克于2022年1月1日时的人口数量为198人。